# Jong Il-gwan
Jong Il-gwan est un footballeur international nord-coréen, évoluant au poste d'attaquant au sein du club de Korea Sports University.

## Biographie
Appelé très tôt en sélections de jeunes, Jung participe en octobre 2007 aux qualifications pour la Coupe d'Asie des nations des moins de 16 ans 2008, marquant même un but en éliminatoires face à la Malaisie.
En 2010, il est avec sa sélection en Chine pour disputer la phase finale de la Coupe d'Asie des nations des moins de 19 ans. Le futur joueur de Rimyongsu s'impose au fur et à mesure que l'équipe nord-coréenne progresse dans la compétition. Ainsi, il marque un but face à la Chine en quarts de finale, récidive en demi-finale face aux jeunes Sud-Coréens avant de signer un triplé en finale contre l'Australie, battue finalement 3 buts à 2. Avec cinq buts en six rencontres, il est sacré meilleur joueur du tournoi et la Corée du Nord obtient son billet pour la phase finale de la Coupe du monde des moins de 20 ans 2011, qui est organisée en Colombie. Jong est appelé par Yun Jong-su dans le groupe des 21 joueurs nord-coréens pour le tournoi mondial. Le parcours des jeunes Chollimas s'achève dès le premier tour, sans victoire ni même de but marqué en trois rencontres.
Le 9 avril 2011, il marque son premier but en sélection nord-coréenne lors du tour qualificatif pour l'AFC Challenge Cup 2012, face au Népal à Katmandou. Toujours sous la direction du sélectionneur Yun Jong-su, qui a pris le poste de sélectionneur en début d'année, il remporte la compétition, dont les Chollimas étaient tenants du titre. Jong s'illustre en finale, permettant aux Nord-Coréens de revenir à 1-1 face au Turkménistan après l'ouverture du score très rapide de Samyradov. Il marque également un but face à la sélection d'Indonésie lors de la Coupe SCTV 2012.
L'année suivante, il participe au second tour de la Coupe d'Asie de l'Est 2013, inscrivant un but contre la sélection de Guam. Les Nord-Coréens finissent deuxièmes derrière l'Australie, qui les devancent grâce à une meilleure différence de buts.
Du fait de son jeune âge, il continue à jouer également pour la sélection espoir nord-coréenne, engagée en Coupe d'Asie de sa catégorie. En juin 2012, il marque ainsi un but contre le Vietnam puis un autre contre le Laos et obtient avec son équipe le droit de disputer la phase finale de la compétition continentale, à Oman en début d'année 2014.

## Palmarès
- Vainqueur de la Coupe d'Asie des moins de 19 ans en 2010 avec la Corée du Nord
- Vainqueur de l'AFC Challenge Cup 2012 avec la Corée du Nord

## Distinctions personnelles
- Élu meilleur joueur de la Coupe d'Asie des moins de 19 ans 2010
- Asian Young Footballer of the Year (en) en 2010